# 20604 Vrishikpatil
20604 Vrishikpatil è un asteroide della fascia principale. Scoperto nel 1999, presenta un'orbita caratterizzata da un semiasse maggiore pari a 2,3669217 UA e da un'eccentricità di 0,1601664, inclinata di 8,46840° rispetto all'eclittica.